# Pashalis Terzis
Paschalis Terzis (grekiska: Πασχάλης Τερζής), född 1949 är en grekisk sångare.
Terzis föddes i Pylaia, en förstad till Thessaloniki i Mellersta Makedonien i norra Grekland. Han började sjunga i tidiga tonåren tillsammans med några vänner som hjälpte honom med sin karriär. Efter att ha flyttat till huvudstaden Aten började han uppträda som back up-vokalist till berömda grekiska sångare från 1960-talet, såsom Jenny Vanou.
Sedan 80-talet har Terzis släppt flera album, av vilka många fortfarande är populära. Än idag är han en populär sångare. Han gör ny musik, uppträder på konserter i Aten och Thessaloniki och medverkar i pratshower.
Terzis har lett ett musikprogram tillsammans med Helena Paparizou.
Pashalis Terzis dotter, Yianna Terzi är också en sångare.